# Batalla Tijarafe-Aceró
La batalla entre Tijarafe y Aceró, fue un enfrentamiento bélico que se produjo antes de la conquista de La Palma (antes de 1492). Tijarafe estaba aliado con Tagalguen y con Tagaragre, mientras que Aceró estaba aliado con Tihuya y con Ahenguareme.

## Antecedentes
El Cantón de Tijarafe era el más extenso y más poblado, sin embargo el Cantón de Aceró era el único que tenía posibilidades de superarlo, por lo que se cree que la envidia y el ánimo por ocupar el cantón de Aceró fue por lo que ocurrió la guerra.

## La batalla
El Cantón de Tijarafe, dirigido por su Jefe Atogmatoma, marchó con su ejército de 200 hombres desde Tijarafe hacia el Cantón de Aridane (Mayantigo, jefe de aridane, le había dejado pasar por su territorio). Atogmatoma se dirigió hacia Adamancasis, una zona de paso que conectaba el Cantón de Aceró con el Cantón de Aridane, habría estado situado en la zona de La Cumbrecita (según otros expertos Las Cuevas), pero Tanausú se hallaba a la espera de Atogmatoma (que era su tío), había prevenido el ataque y colocó tan bien a su gente en los riscos que lo rechazó.
En vista de la resistencia de Tanausú, Atogmatoma pidió ayuda a sus aliados, Bediesta, Jefe del Cantón de Tagalguen y a Temiaba, jefe del Cantón de Tagaragre.
Bediesta y Tiniaba convocaron a sus gentes en ayuda de Atogmatoma y entraron por Aceró, Tanausú no pudo rechazar el ataque y se vio obligado a huir a otra posición más ventajosa.
Tanausú veía cómo cada día las fuerzas de Atogmatoma se incrementaban, reunió a su gente y marchó al Roque de Bejenao y desde allí convocó a sus aliados. Primero convocó a Chenauca jefe de Tihuya, luego convocó a Echentive y a Asucuahe, ambos jefes de Ahenguareme y por ultimó convocó a Juguiro y Garehagua, ambos, jefes de Tigalate, Tanausú pudo contactarlos gracias al silbo o al bucio.
Chenauca, jefe de Tihuya, fue el primero en llegar a Aridane con 30 hombres y anunció que pronto llegarían tropas de refuerzo para Tanausú, cuando Atogmatoma se enteró de todo esto, envió a 150 hombres con órdenes de caer sobre todo aquel que pasara en ayuda de Tanausú.
Cuando pasaron las tropas del Cantón de Ahenguareme, las tropas de Atogmatoma les bloquearon el paso y los hicieron huir, apresaron a Dehentive, que debido a su avanzada edad no pudo escapar. Era un venerable anciano, padre de Echentive y Asucuahe.
Echentive al ver preso a su padre entró en cólera, reavivó los ánimos de los suyos y hubo otra batalla. Pelearon largo tiempo, resultando herido del único brazo que le quedaba y fue entonces cuando su hermano, Asucuahe, tomó el mando y puso en fuga a los 150 hombres de Atogmatoma, liberando a su padre y matando e hiriendo a muchos de sus enemigos.
Asucuahe siguió en ayuda de Tanausú y juntos bajaron al llano de Aridane. Al día siguiente hubo otra batalla, la última, donde Atogmatoma fue vencido y huyó a Tijarafe
Chenauca siguió a Atogmatoma con intención de acabar con su vida, fue entonces cuando una hija de Atogmatoma de la que se desconoce su nombre, agarró fuertemente a Chenauca, lo levantó y le rogó que no lo matara. Ante esto dejó que se fuera.
Para cuando esto pasó, Juguiro y Garehagua, los jefes de Tigalate, llegaron pero no participaron en los enfrentamientos.
Más tarde, Atogmatoma, que seguía siendo el señor más poderoso de La Palma, temía que por lo que le había hecho a Tanausú, los demás tomaran represalias, que le atacasen o invadieran su territorio y para estar a buenas con todos ideó casar a su otra hija, Tinabuna, con Echentive, con el fin de que los cantones antes enemigos fueran aliados, por lo que al final se casaron.